# Allahyar Sayyadmanesh
Seyyed Allahyar Sayyadmanesh (en persa: سید اللهیار صیادمنش‎; Amol, Mazandarán, 29 de junio de 2001) es un futbolista iraní que juega en la demarcación de delantero para el K. V. C. Westerlo de la Primera División de Bélgica.

## Selección nacional
Tras jugar en la selección de fútbol sub-17 de Irán y la sub-23, finalmente hizo su debut con la selección absoluta el 6 de junio de 2019 en un encuentro amistoso contra Siria que finalizó con un resultado de 5-0 a favor del combinado iraní tras los goles de Alireza Jahanbakhsh, un triplete de Mehdi Taremi y otro del propio Sayyadmanesh.

### Goles internacionales
| # | Fecha              | Estadio                      | Oponente | Gol | Resultado | Competición |
| - | ------------------ | ---------------------------- | -------- | --- | --------- | ----------- |
| 1 | 6 de junio de 2019 | Estadio Azadi, Teherán, Irán | Siria    | 5–0 | 5-0       | Amistoso    |

## Clubes
| Club                         | País       | Año       | Partidos | Goles |
| ---------------------------- | ---------- | --------- | -------- | ----- |
| Esteghlal F. C.              | Irán       | 2018-2019 | 15       | 2     |
| Fenerbahçe S. K.             | Turquía    | 2019      | 0        | 0     |
| İstanbulspor (cedido)        | Turquía    | 2019      | 11       | 1     |
| Fenerbahçe S. K.             | Turquía    | 2020      | 3        | 0     |
| F. C. Zorya Lugansk (cedido) | Ucrania    | 2020-2021 | 50       | 15    |
| Hull City A. F. C.           | Inglaterra | 2022-2024 | 40       | 3     |
| K. V. C. Westerlo            | Bélgica    | 2024-     | 53       | 7     |